# Christina Hansadotter Brask

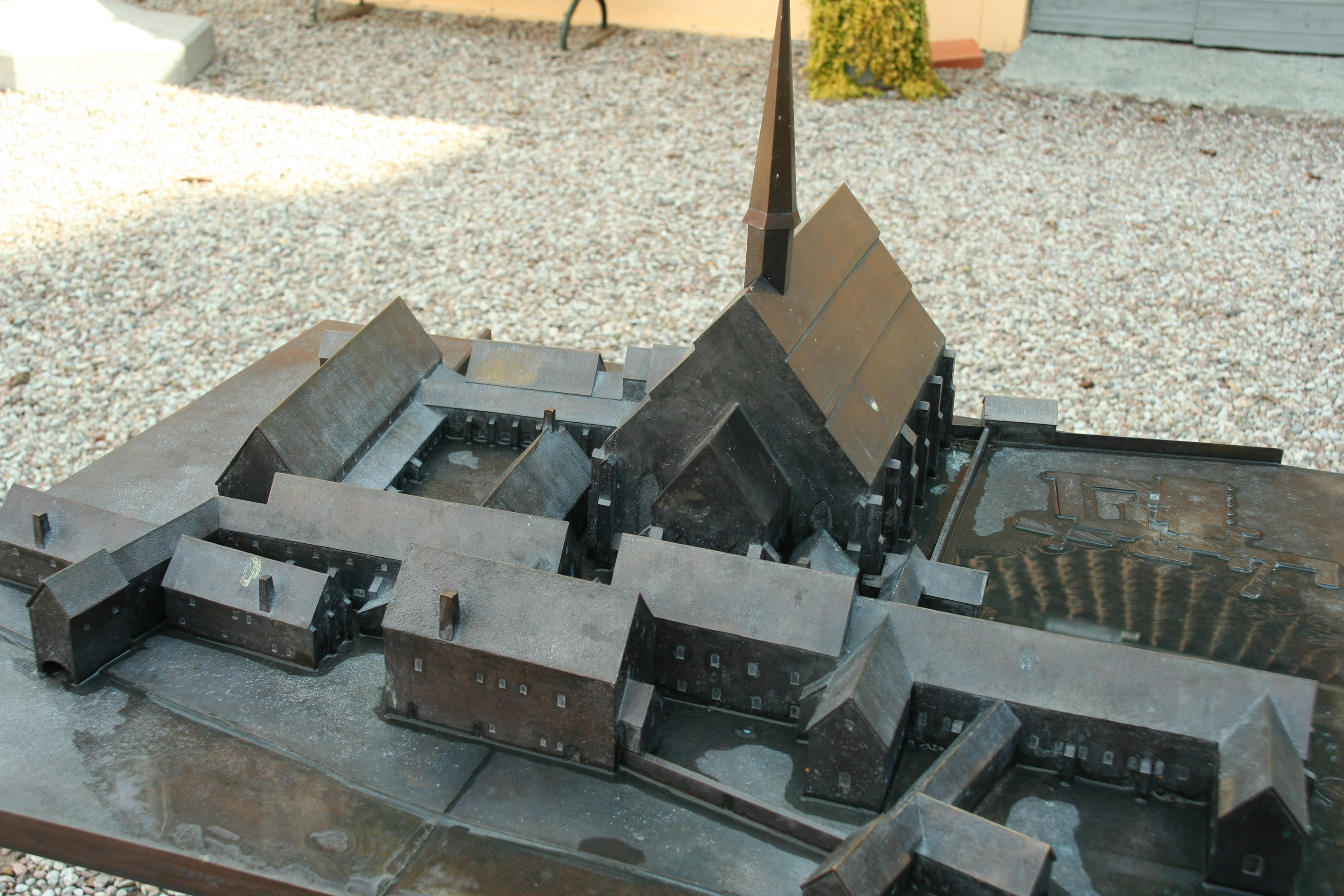
Model zabudowań klasztoru Vadstena z ok. 1450 r. Część północna (lewa) należała do sióstr, a część południowa (po prawej) do braci zakonnych.

Christina Hansadotter Brask lub Christin Hansadotter (ur. 1459, zm. 12 marca 1520) – szwedzka pisarka, tłumaczka, zakonnica w Zakonie Świętej Brygidy w klasztorze Vadstena.

## Życiorys
Christina Hansadotter wstąpiła do Zakonu Świętej Brygidy w klasztorze Vadstena w 1473 r. Część zakonnic zajmowała się przepisywaniem oraz tłumaczeniem książek, głównie o charakterze sakralnym. Hansadotter wraz z Katariną lub Kadrin (zm. 1519), córką Jönsa Gudmunssona, napisała książkę Gudelika Snillis Väckiare, która ukazała się na początku XVI wieku. Kadrin napisał pierwszą część, a Christina drugą .
Uważa się również, że wykonała tłumaczenie z łaciny Antyfonarza dla ksieni Margarety Clausdotter. Przetłumaczyła także Speculum Virginum i modlitewnik Christina Hansdotters bönbok.

## Twórczość
- Gudelika Snillis Väckiare
- Antiphonarium
- Speculum Virginum
- Christina Hansdotters bönbok